# Miller Lajos
Miller Lajos (Szombathely, 1940. január 23. –) a Nemzet Művésze címmel kitüntetett, Kossuth- és Liszt Ferenc-díjas magyar operaénekes, (bariton), a Halhatatlanok Társulatának örökös tagja. Miller Zoltán színművész édesapja, Miller Dávid nagyapja.

## Életpályája
Miller Lajos állatorvos és Sebestyén Teréz fia. Tanulmányait a Liszt Ferenc Zeneakadémián végezte 1961 és 1968 között Sipos Jenő és első felesége, Dobránszky Zsuzsanna tanítványaként. 1968-ban, rögtön a diploma megszerzése után az Operaház társulatának tagja lett 1986-ig. 1986 és 1990 között szabadfoglalkozású énekművész volt. 1991-től ismét a budapesti Operaházban énekelt 1997-ben nyugdíjazták, de egy-egy szerepben még láthatta a közönség; 2007-ben vonult vissza végleg az operaszínpadtól.

### Munkássága
Kezdőként Valentint, Wolframot, Don Giovannit, Anyegint, Silviot énekelte majd következtek a Verdi operák hősbariton szerepei, amelyek repertoárjának gerincét alkották (Macbeth, Don Carlos, A végzet hatalma, Ernani, Traviata, Simon Boccanegra). A nemzetközi hírnévhez vezettek a rangos külföldi versenygyőzelmek is. Az 1974-es párizsi Fauré-versenyen a nagydíjat, a dalkategória első diját, valamint a Pompidou-különdíjat nyerte el. 1975-ben a trevisoi Trubadur-versenyen kiváló Luna grófját első díjjal jutalmazták. Rendszeresen énekelt a milánói Scalában és a bécsi Staatsoperben. Fellépett New Yorkban, Houstonban, Philadelphiában és Washingtonban is, de eljutott a Buenos Aires-i Teatro Colónba is.

## Színházi szerepei
A Színházi Adattárban regisztrált bemutatóinak száma: 63.
- Monteverdi: Poppea megkoronázása....Második katona[7]
- Szokolay Sándor: Hamlet....Horatio
- Bizet: Carmen....Dancairo
- Petrovics Emil: Bűn és bűnhődés....Razumihin
- Gershwin: Porgy és Bess....Jake
- Richard Wagner: Tannhäuser....Wolfram
- Haydn: Ember a Holdon....Ernesto
- Leoncavallo: Bajazzók....Silvio
- Ránki György: Az ember tragédiája....Ádám
- Paisiello: Botcsinálta bölcsek....Giuliano
- Muszorgszkij: Borisz Godunov....Scselkalov
- Pjotr Iljics Csajkovszkij: Anyegin....Anyegin
- Britten: Szentivánéji álom....Demetrius
- Ránki György: Pomádé király új ruhája....Béni
- Giuseppe Verdi: Macbeth....Macbeth
- Giuseppe Verdi: Az álarcosbál....René
- Verdi: Don Carlos....Rodrigo; Posa márki
- Mozart: Don Juan...Don Juan
- Monteverdi: Odüsszeusz hazatérése....Zeusz
- Erkel Ferenc: Bánk Bán....Biberach; Tiborc; Bánk bán
- Verdi: A végzet hatalma....Don Carlos
- Umberto Giordano: Andréa Chénier....Charles Gérard
- Gioachino Rossini: A sevillai borbély....Figaro
- Puccini: Tosca....Scarpia
- Giuseppe Verdi: A trubadúr....Luna gróf
- Verdi: Ernani....Don Carlos
- Verdi: Simon Boccanegra....Simon Boccanegra
- Sondheim: Nyakfelmetsző....Sweeney Todd
- Verdi: Rigoletto....Rigoletto; Marullo
- Cilea: Adriana Lecouvreur....Michonnet
- Puccini: A köpeny....Marcel
- Bizet: Gyöngyhalászok....Zurga
- Verdi: Otello....Jago
- Donizetti: Lammermoori Lucia....Lord Ashton
- Papp Gyula: Az első sírásó....Az Úr hangja; A kocsmáros hangja[8]
- Kodály Zoltán: Székely fonó....A kérő
- Wagner: Az istenek alkonya....Gunther
- Mozart: A varázsfuvola....Öreg pap
- Szokolay Sándor: Szávitri....Aszvapati
- Orbán György: Pikkó hertzeg....Tatár kán
- Puccini: Pillangókisasszony....Sharpless
- Petrovics Emil: C'est la guerre....Őrnagy
- Puccini: Manon Lescaut....Lescaut őrmester
- Kodály Zoltán: Háry János....Háry János
- Szörényi Levente: Árpád népe....Őse táltos; Árpád szelleme
- Mihály Tamás: 56 csepp vér....Lear
- Sondheim: Szenvedély....

### Egyéb színházi szerepei
- Pjotr Iljics Csajkovszkij: A pikk dáma....Jeleckij herceg
- Gaetano Donizetti: Don Pasquale....Malatesta
- Erkel Ferenc: Sarolta....Gyula vitéz
- Goldmark Károly: Téli rege....Polixenes
- Charles Gounod: Faust....Valentin
- Ruzitska József: Béla futása....Kálmán
- Giuseppe Verdi: Traviata....Georges Germont

## Díjai, elismerései
- Liszt Ferenc-díj (1974)
- Székely Mihály-emlékplakett (1977)
- Kossuth-díj (1980)
- Örökös tag a Halhatatlanok Társulatában (2004)
- A Magyar Köztársasági Érdemrend középkeresztje (2008)
- A Magyar Állami Operaház Mesterművésze (2009)
- A Nemzet Művésze (2014)
- Heves vármegyei Prima díj (2023)[9]
- Bartók–Pásztory-díj (2025)[10]